# Tourcoing
Tourcoing (Nederlands, historisch: Toerkonje) is een Franse industriestad met 99.160 inwoners op 1 januari 2022. Deze Noord-Franse stad is onderdeel van een grote binationale agglomeratie waarvan ook de Franse steden Rijsel (Lille) en Roubaix en de Belgische steden Moeskroen en Kortrijk deel uitmaken. Deze steden vormen samen de Eurometropool Rijsel-Kortrijk-Doornik, een gebied met ongeveer 2,1 miljoen inwoners. Net als Roubaix is Tourcoing een zelfstandige gemeente gebleven, maar maakt ze wel deel uit van de Europese metropool van Rijsel, met 1.106.885 inwoners. Lille Métropole staat er onder andere in voor ruimtelijke ordening, afvalophaling, cultuur en mobiliteit.

## Geschiedenis
Het dorp Torquoy (naam op de Mercatorkaart uit 1540) maakte vanouds deel uit van het graafschap Vlaanderen, met name van het al sinds de 12e eeuw Franssprekende Rijsels-Vlaanderen. Het gebied werd door Frankrijk ingelijfd in 1677, maar was van 1708 tot 1714 weer in handen van de Republiek der Zeven Verenigde Nederlanden. Toch werd de streek bij de Vrede van Utrecht van 1713 aan Frankrijk toegewezen. Tijdens de Eerste Coalitieoorlog vond op 18 mei 1794 de Slag bij Tourcoing plaats. In 1848 had bij Risquons-Tout een gevecht plaats tussen het Belgische leger en een groep revolutionairen, die de republiek wilden uitroepen.
Tijdens de industriële revolutie kwam Tourcoing tot bloei en vestigde zich er veel textielindustrie. De stad groeide explosief. Tussen 1851 en 1906 groeide de bevolking van Tourcoing met meer dan 350%. In 1842 werd Tourcoing op het spoorwegnet aangesloten, in 1865 werkten er in de textielindustrie al 35.000 mensen en in 1877 kwam er een tram. In 1860 werd de Sint-Christoffelkerk aanzienlijk vergroot en in 1906 werd het belfort gebouwd ter gelegenheid van de Wereldtentoonstelling van de Textielindustrie (Exposition internationale des industries textiles), welke in Tourcoing plaatsvond. In 1965 telde Tourcoing nog 173 wolkammerijen en spinnerijen. Omstreeks 1970 kwam het echter tot een textielcrisis: maar liefst 160 fabrieken sloten de poorten en dit stortte de stad in een crisis. Grote stadsvernieuwingsprojecten hebben sindsdien plaatsgevonden. In 1989 werd Tourcoing aangesloten op het metronet van Rijsel.

## Bezienswaardigheden
- Het stadhuis uit 1885.
- De vroegere Kamer van Koophandel met zijn belforttoren, opgetrokken in 1903-1906 door Charles Planckaert.
- De neogotische Sint-Christoffelkerk (Église Saint-Christophe) heeft een 80 meter hoge toren, met een beiaard met 61 klokken. Het instrument heeft een totaalgewicht van 19 ton. Een eerste kerk dateerde reeds uit de 8ste tot 10de eeuw en werd daarna meermaals vergroot. De huidige kerk ontstond vooral in de 14de en 15de eeuw, en werd in de daaropvolgende eeuwen meermaals verbouwd.
- De stad telt in de verschillende wijken nog andere kerkgebouwen:
  - De Église Notre-Dame-des-Anges, ingeschreven als monument historique in 1981
  - De Église Notre-Dame de la Marlière in Marlière
  - De Église Sacré-Cœur
  - De Église Saint-Anne in Brunpain
  - De Église Saint-Blaise in Clinquet
  - De Église Saint-Jacques
  - De Église Notre-Dame de Lourdes
  - De Église Notre-Dame de Consolation in Pont de Neuville
  - De Église Saint-Jean-l'Évangéliste in Blanc Seau
  - De Église Saint-Éloi in Blanc Seau
  - De Église Saint-Joseph in Croix Rouge
  - De Église Saint-Thomas in La Bourgogne
  - De Sint-Lodewijkskerk (Église Saint-Louis) in Epidème werd gesloten in 2002.
  - De Église Saint-Jean-Baptiste in Virolois werd gesloten in 1998.
  - De Église Notre-Dame de la Paix in Orions werd rond 2010 afgebroken.

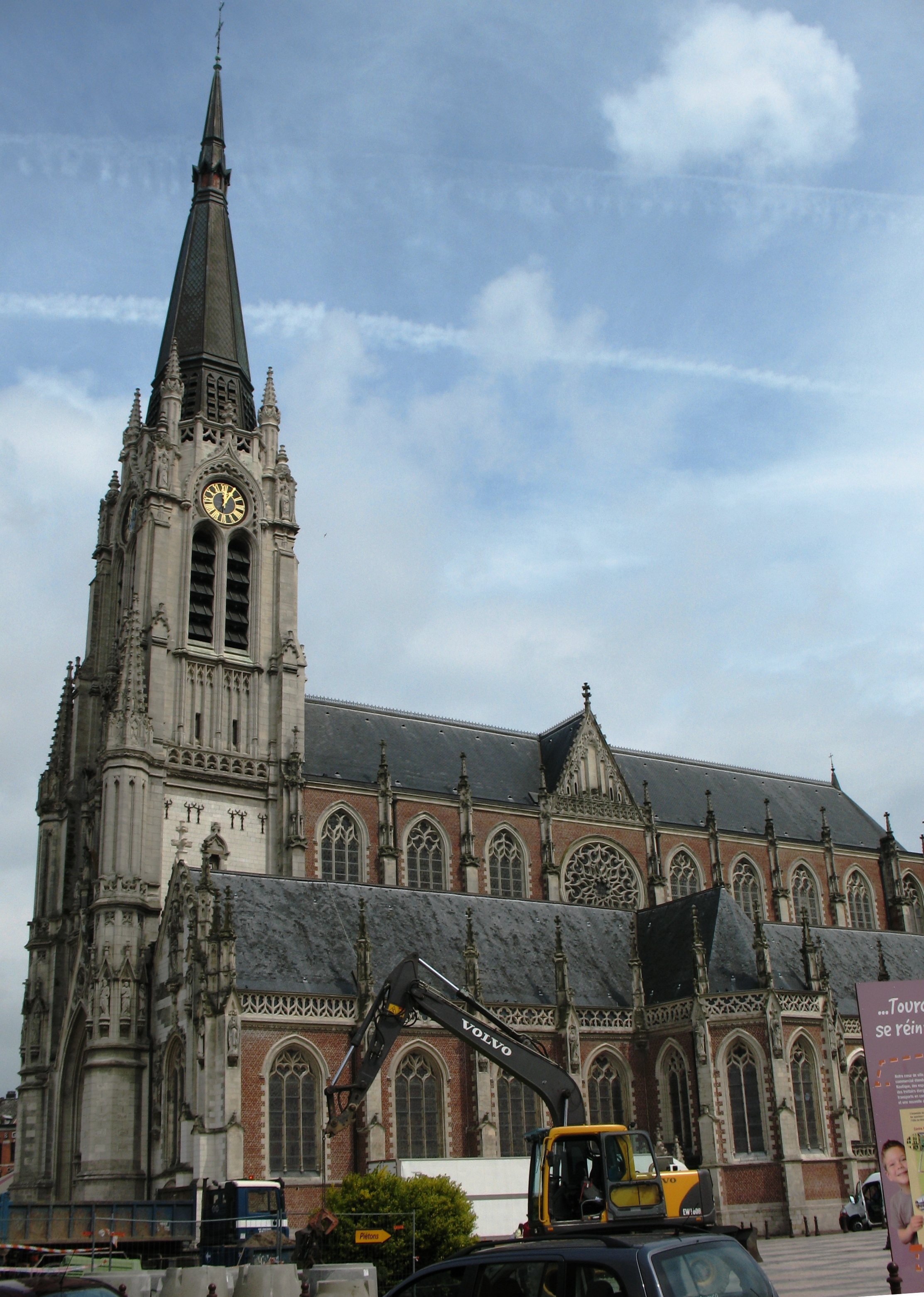
Église Saint-Christophe
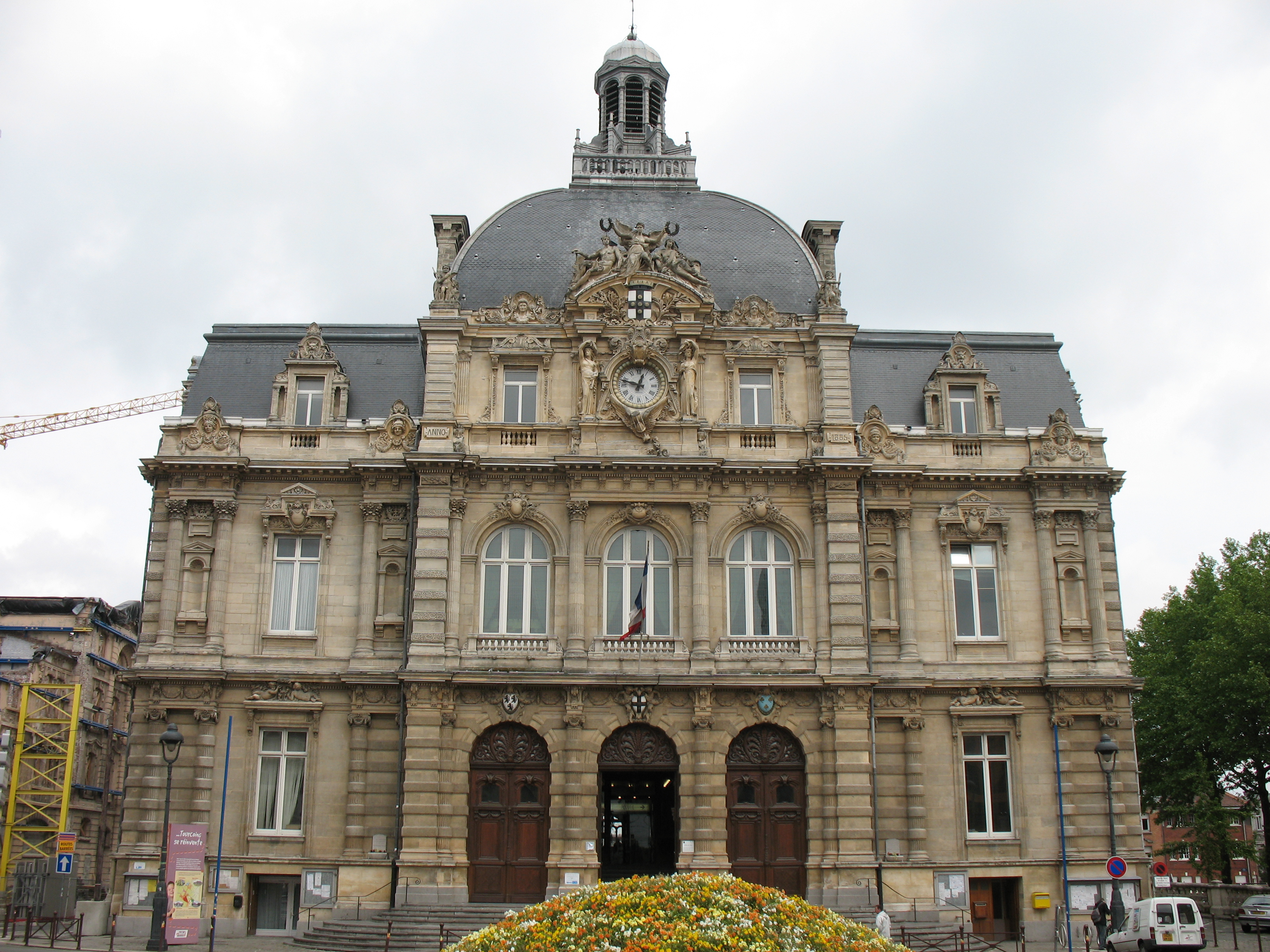
Stadhuis
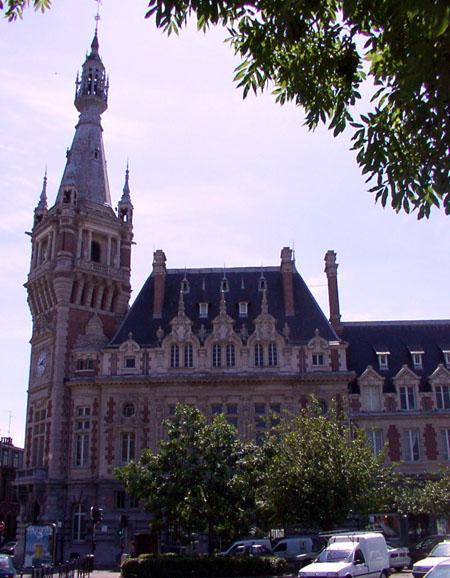
Voormalige Kamer van Koophandel met belfort

## Naam
De historische plaatsnaam Toerkonje wordt vrijwel alleen in de Frans-Belgische grensstreek gebruikt en is ook daar zeldzaam. Andere Nederlandse varianten van de naam zijn Torkonje, Terkoeje, Torkwin, Torkwijn of "Taerkwaen". In Kortrijk is de Torkonjestraat de weg naar Tourcoing.

## Wijken
De stad telt verscheidene wijken, waaronder Centre Ville, Malcense, Egalité, Croix Rouge, Phalempins, Bourgogne, Flocon, Blanche Porte, Pont de Neuville, Orions, Pont Rompu, Belencontre, Fin de la guerre, Brun Pain, Francs, Clinquet, Marlière, Virolois, Épidème, Gambetta en Blanc Seau.

## Geografie
De oppervlakte van Tourcoing bedroeg op 1 januari 2022 15,19 vierkante kilometer; de bevolkingsdichtheid was toen 6.528 inwoners per km².
De onderstaande kaart toont de ligging van Tourcoing met de belangrijkste infrastructuur en aangrenzende gemeenten.

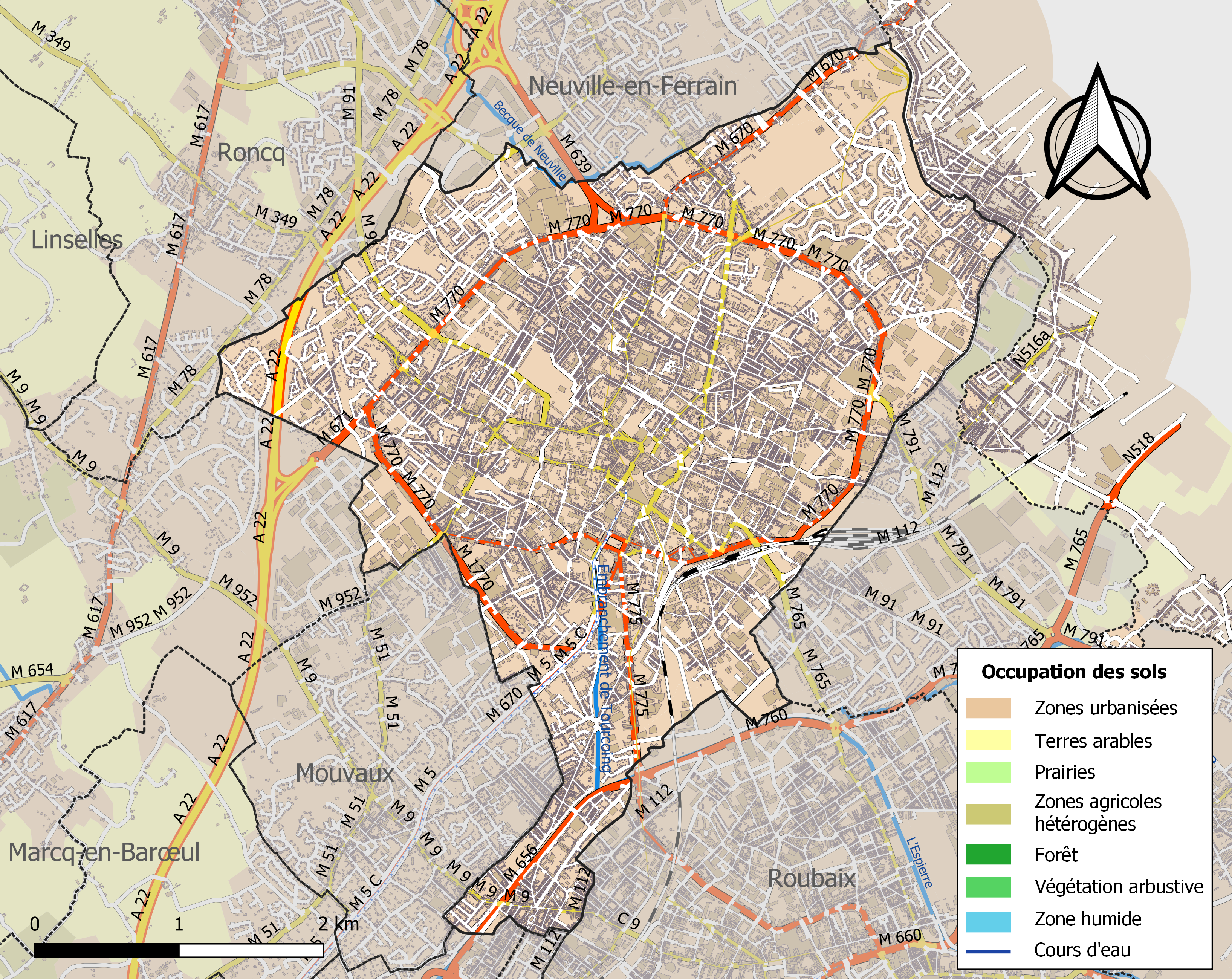

## Demografie
Onderstaande figuur toont het verloop van het inwonertal (bron: INSEE-tellingen).

## Diensten
In de stad bevindt zich het ziekenhuis CH de Tourcoing, ook bekend als CH Gustave Dron.

## Verkeer en vervoer

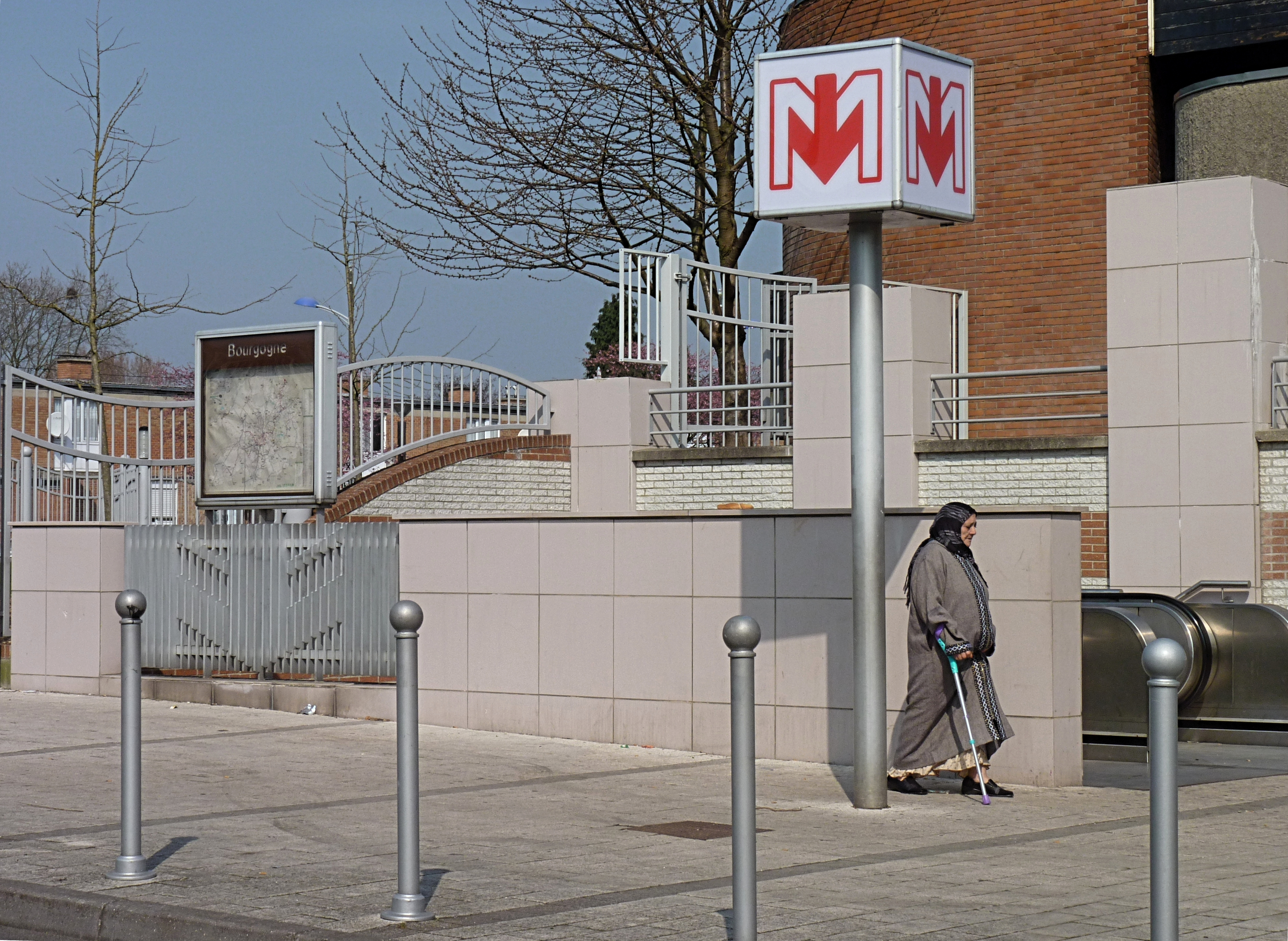
Metrostation Bourgogne, vlak bij de Belgische grens

Station Tourcoing ligt aan de spoorlijn 75, die Gent met Rijsel verbindt. Van 1978 tot 1995 kende Tourcoing een binnenlandse TEE-lijn op Parijs. De dienst werd uitgevoerd door de Faidherbe, Gayant en Watteau. Tussen Tourcoing en Rijsel loopt een lijn van de tram van Rijsel. De stad telt verschillende haltes op lijn 2 van de metro van Rijsel.
Ze is via het Kanaal van Tourcoing verbonden met het Canal de Roubaix, dat de Deule met de Schelde verbindt.
Tourcoing ligt aan de Franse autosnelweg A22/E17.

## Geboren in Tourcoing
- Albert Roussel (1869-1937), componist
- Aloïs Catteau (1877-1933), Belgisch wielrenner
- Joseph-Charles Lefèbvre (1892-1973), kardinaal
- Marcel Lefebvre (1905-1991), aartsbisschop
- Paul Dubrule (1934), mede-oprichter van de groep Accor, nu AccorHotels, bekend van de hotelketens Novotel, Sofitel, Ibis, Mercure en Formule 1. Tot 2010 behoorde ook Accor Services, nu Edenred tot de groep.
- Brigitte Fossey (1946), actrice
- Emmanuel Top (1971), producer
- Yohan Cabaye (1986), voetballer
- Alexis Araujo (1996), Portugees voetballer

## Voetnoten en referenties
1. 1 2  Populations de référence 2022.
2. ↑  "Tourcoing : Doriane Becue succède officiellement à Gérald Darmanin en tant que maire", France TV Infos, 13 september 2020
3. 1 2  De lijst Buitenlandse Aardrijkskundige Namen van de Nederlandse Taalunie vermeldt Toerkonje als historische Nederlandse naam die in beperkte mate gebruikt wordt in de Frans-Belgische grensstreek. In Nederland en Vlaanderen wordt echter vooral de Franse naam Tourcoing gebruikt.
4. ↑  (fr) Christian Grataloup (2020). Atlas historique de la France. Les Arènes - L'Histoire, p. 181. ISBN 979-10-375-0261-2.
5. ↑  (fr) Territoires

Halluin · Neuville-en-Ferrain · Roncq · Tourcoing